# Vaudeville Theatre

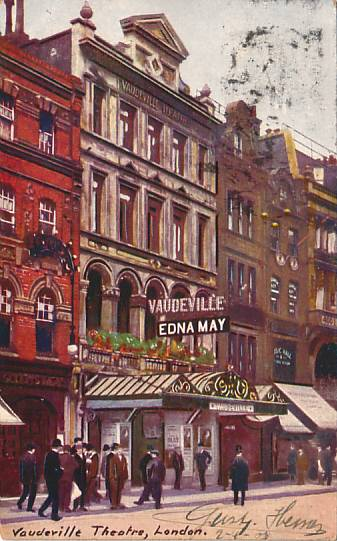
Imatge del teatre a principis del.

El Vaudeville Theatre és un teatre del West End a la Ciutat de Westminster (Londres). Com el mateix nom indica, el teatre va acollir en els seus inicis la majoria de vodevils i revistes musicals de l'època. Va obrir el 1870 i va ser reconstruït en dues ocasions, encara que cada nou edifici ha conservat elements de l'estructura anterior. L'edifici actual es va inaugurar el 1926, i té una capacitat de 690 seients.